# Aire d'attraction de Foix
L'aire d'attraction de Foix est un zonage d'étude défini par l'Insee pour caractériser l’influence de la commune de Foix sur les communes environnantes. Publiée en octobre 2020, elle se substitue à l'aire urbaine de Foix, qui comportait 17 communes dans le dernier zonage qui remontait à 2010.

## Définition
L’aire d’attraction d'une ville est composée d’un pôle, défini à partir de critères de population et d’emploi ainsi que d’une couronne constituée des communes dont au moins 15 % des actifs travaillent dans le pôle. Le pôle d’attraction constitue ainsi un point de convergence des déplacements domicile-travail,.

## Type et composition
L’aire d'attraction de Foix est une aire intra-départementale qui comporte 38 communes dans l'Ariège.
Elle est, avec 24 933 habitants en 2019, catégorisée dans les aires de moins de 50 000 habitants, une catégorie qui regroupe 16,6 % de la population d'Occitanie et 12,2 % au niveau national.

### Carte

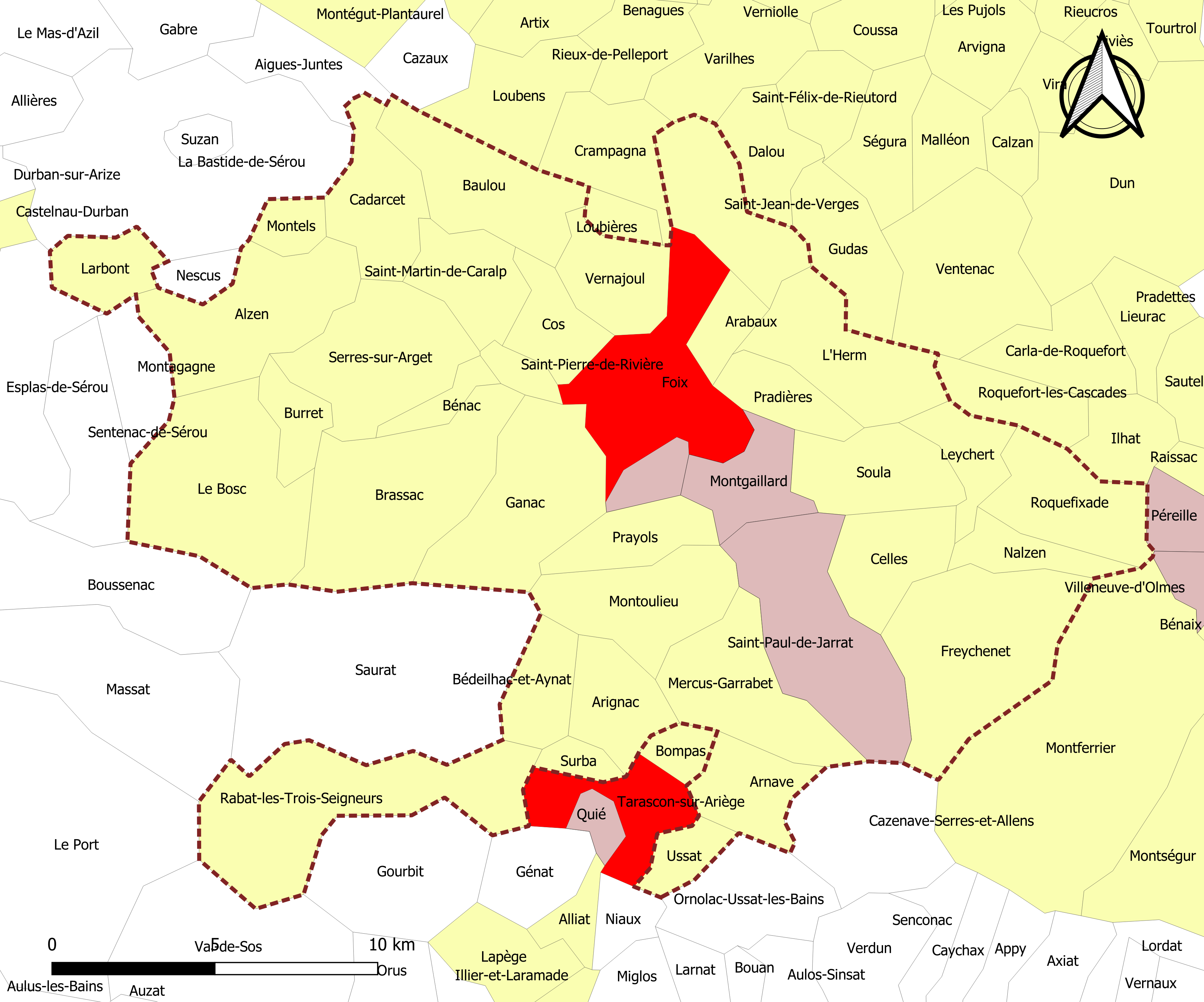
Carte de l'aire d'attraction de Foix.
Commune-centre
Commune du pôle principal
Commune de la couronne

### Composition communale
| Nom                       | Code Insee | Département | Statut                    | Superficie (km2) | Population (dernière pop. légale) | Densité (hab./km2) | Modifier                                    |
| ------------------------- | ---------- | ----------- | ------------------------- | ---------------- | --------------------------------- | ------------------ | ------------------------------------------- |
| Foix (commune-centre)     | 09122      | Ariège      | commune-centre            | 19,32            | 9 731 (2022)                      | 504                | modifier les données · modifier les données |
| Ferrières-sur-Ariège      | 09121      | Ariège      | commune du pôle principal | 3,46             | 775 (2022)                        | 224                | modifier les données · modifier les données |
| Montgailhard              | 09207      | Ariège      | commune du pôle principal | 7,93             | 1 456 (2022)                      | 184                | modifier les données · modifier les données |
| Saint-Paul-de-Jarrat      | 09272      | Ariège      | commune du pôle principal | 22,51            | 1 354 (2022)                      | 60                 | modifier les données · modifier les données |
| Alzen                     | 09009      | Ariège      | commune de la couronne    | 17,87            | 265 (2022)                        | 15                 | modifier les données · modifier les données |
| Arabaux                   | 09013      | Ariège      | commune de la couronne    | 4,59             | 80 (2022)                         | 17                 | modifier les données · modifier les données |
| Arignac                   | 09015      | Ariège      | commune de la couronne    | 8,84             | 722 (2022)                        | 82                 | modifier les données · modifier les données |
| Arnave                    | 09016      | Ariège      | commune de la couronne    | 8,38             | 214 (2022)                        | 26                 | modifier les données · modifier les données |
| Baulou                    | 09044      | Ariège      | commune de la couronne    | 14,62            | 165 (2022)                        | 11                 | modifier les données · modifier les données |
| Bédeilhac-et-Aynat        | 09045      | Ariège      | commune de la couronne    | 6,38             | 195 (2022)                        | 31                 | modifier les données · modifier les données |
| Bénac                     | 09049      | Ariège      | commune de la couronne    | 2,80             | 174 (2022)                        | 62                 | modifier les données · modifier les données |
| Le Bosc                   | 09063      | Ariège      | commune de la couronne    | 25,57            | 114 (2022)                        | 4,5                | modifier les données · modifier les données |
| Brassac                   | 09066      | Ariège      | commune de la couronne    | 24,33            | 621 (2022)                        | 26                 | modifier les données · modifier les données |
| Burret                    | 09068      | Ariège      | commune de la couronne    | 4,96             | 44 (2022)                         | 8,9                | modifier les données · modifier les données |
| Cadarcet                  | 09071      | Ariège      | commune de la couronne    | 11,01            | 214 (2022)                        | 19                 | modifier les données · modifier les données |
| Celles                    | 09093      | Ariège      | commune de la couronne    | 10,27            | 143 (2022)                        | 14                 | modifier les données · modifier les données |
| Cos                       | 09099      | Ariège      | commune de la couronne    | 6,40             | 358 (2022)                        | 56                 | modifier les données · modifier les données |
| Freychenet                | 09126      | Ariège      | commune de la couronne    | 24,69            | 82 (2022)                         | 3,3                | modifier les données · modifier les données |
| Ganac                     | 09130      | Ariège      | commune de la couronne    | 20,19            | 746 (2022)                        | 37                 | modifier les données · modifier les données |
| L'Herm                    | 09138      | Ariège      | commune de la couronne    | 14,67            | 189 (2022)                        | 13                 | modifier les données · modifier les données |
| Larbont                   | 09154      | Ariège      | commune de la couronne    | 6,17             | 60 (2022)                         | 9,7                | modifier les données · modifier les données |
| Leychert                  | 09166      | Ariège      | commune de la couronne    | 5,77             | 112 (2022)                        | 19                 | modifier les données · modifier les données |
| Mercus-Garrabet           | 09188      | Ariège      | commune de la couronne    | 14,79            | 1 226 (2022)                      | 83                 | modifier les données · modifier les données |
| Montels                   | 09203      | Ariège      | commune de la couronne    | 3,73             | 157 (2022)                        | 42                 | modifier les données · modifier les données |
| Montoulieu                | 09210      | Ariège      | commune de la couronne    | 14,12            | 416 (2022)                        | 29                 | modifier les données · modifier les données |
| Nalzen                    | 09215      | Ariège      | commune de la couronne    | 5,50             | 112 (2022)                        | 20                 | modifier les données · modifier les données |
| Pradières                 | 09234      | Ariège      | commune de la couronne    | 6,79             | 124 (2022)                        | 18                 | modifier les données · modifier les données |
| Prayols                   | 09236      | Ariège      | commune de la couronne    | 7,76             | 366 (2022)                        | 47                 | modifier les données · modifier les données |
| Rabat-les-Trois-Seigneurs | 09241      | Ariège      | commune de la couronne    | 26,96            | 368 (2022)                        | 14                 | modifier les données · modifier les données |
| Roquefixade               | 09249      | Ariège      | commune de la couronne    | 12,31            | 150 (2022)                        | 12                 | modifier les données · modifier les données |
| Saint-Jean-de-Verges      | 09264      | Ariège      | commune de la couronne    | 12,73            | 1 288 (2022)                      | 101                | modifier les données · modifier les données |
| Saint-Martin-de-Caralp    | 09269      | Ariège      | commune de la couronne    | 9,16             | 375 (2022)                        | 41                 | modifier les données · modifier les données |
| Saint-Pierre-de-Rivière   | 09273      | Ariège      | commune de la couronne    | 2,35             | 676 (2022)                        | 288                | modifier les données · modifier les données |
| Serres-sur-Arget          | 09293      | Ariège      | commune de la couronne    | 17,73            | 772 (2022)                        | 44                 | modifier les données · modifier les données |
| Soula                     | 09300      | Ariège      | commune de la couronne    | 11,16            | 171 (2022)                        | 15                 | modifier les données · modifier les données |
| Surba                     | 09303      | Ariège      | commune de la couronne    | 2,22             | 333 (2022)                        | 150                | modifier les données · modifier les données |
| Ussat                     | 09321      | Ariège      | commune de la couronne    | 4,40             | 308 (2022)                        | 70                 | modifier les données · modifier les données |
| Vernajoul                 | 09329      | Ariège      | commune de la couronne    | 9,08             | 710 (2022)                        | 78                 | modifier les données · modifier les données |